# Hoppner River
Hoppner River är ett vattendrag i Kanada.   Det ligger i territoriet Nunavut, i den centrala delen av landet, 3 500 km nordväst om huvudstaden Ottawa.
Trakten runt Hoppner River består i huvudsak av gräsmarker. Trakten runt Hoppner River är nära nog obefolkad, med mindre än två invånare per kvadratkilometer.